# Gitarą i piórem 2
Gitarą i piórem 2 – drugi z serii albumów muzycznych powiązanych z audycją radiową „Gitarą i piórem” Janusza Deblessema oraz z festiwalem o tej samej nazwie poświęconych poezji śpiewanej i piosence autorskiej. Płyta ukazała się w grudniu 2003 nakładem Polskiego Radia. Tuż po wydaniu znalazła się na pierwszym miejscu w sklepie internetowym Merlin.pl.
Wybór materiału i opracowanie: Janusz Deblessem. W momencie ukazania się albumu, niektóre z zamieszonych na nim piosenek nie były nigdzie wcześniej wydane.
19 lutego 2004 w warszawskim Teatrze na Woli odbyło się „koncertowe spotkanie” promujące płytę Gitarą i Piórem 2. Wystąpili (kolejność alfabetyczna): Marek Andrzejewski, Piotr Bukartyk (gitara: Marek Kisieliński), Waldemar Chyliński (gitara: Mateusz Iwaszczyszyn), Natasza Czarmińska, Przemysław Gintrowski, Wojciech Jarociński, Ryszard Leoszewski, Konrad Materna, Tomasz Olszewski, Iwona Piastowska, Tomasz Wachnowski (pianino: Miłosz Wośko) oraz Wolna Grupa Bukowina.

## Lista utworów
| 01. | „Jutro możemy być szczęśliwi” – Raz, Dwa, Trzy sł. Adam Nowak, muz. Grzegorz Szwałek i Adam Nowak                    | 5:35    |
|     | |         |
| 02. | „Prośba o...” – Konrad Materna sł. i muz. Konrad Materna                                                             | 3:05    |
|     | |         |
| 03. | „Może ten ktoś” – Waldemar Śmiałkowski sł. i muz. Waldemar Śmiałkowski                                               | 2:46    |
|     | |         |
| 04. | „Z nim będziesz szczęśliwsza” – Stare Dobre Małżeństwo sł. Edward Stachura, muz. Krzysztof Myszkowski                | 5:18    |
|     | |         |
| 05. | „Piosenka na wskroś optymistyczna” „A jednak idę”[a] – Jan Wołek sł. i muz. Jan Wołek                                | 4:17    |
|     | |         |
| 06. | „Szukaj przygody” – Grzegorz Turnau sł. Grzegorz Turnau i Jarosław Kilian na motywach Leśmiana, muz. Grzegorz Turnau | 4:34    |
|     | |         |
| 07. | „O piosenkach – piosenka” – Andrzej Poniedzielski sł. Andrzej Poniedzielski, muz. Elżbieta Adamiak                   | 3:06    |
|     | |         |
| 08. | „Jak wartownik co winnicy strzeże” – Piotr Kubowicz sł. Rainer Maria Rilke, muz. Piotr Kubowicz                      | 4:25    |
|     | |         |
| 09. | „Kółeczko” – Andrzej Garczarek sł. i muz. Andrzej Garczarek                                                          | 4:10    |
|     | |         |
| 10. | „To ty” – Tomek Wachnowski sł. Krzysztof Pieczyński, muz. Tomek Wachnowski                                           | 4:47    |
|     | |         |
| 11. | „Preludium” – Iwona Piastowska sł. Kazimierz Wierzyński, muz. Iwona Piastowska                                       | 3:34    |
|     | |         |
| 12. | „Kraj” – Przemysław Gintrowski sł. Zbigniew Herbert, muz. Przemysław Gintrowski                                      | 2:46    |
|     | |         |
| 13. | „I tak dalej” – Piotr Bukartyk i Sekcja sł. i muz. Piotr Bukartyk                                                    | 3:53    |
|     | |         |
| 14. | „Pieśń ślepca” – Wolna Grupa Bukowina sł. Wojciech Bellon, muz. Wacław Juszczyszyn                                   | 4:43    |
|     | |         |
| 15. | „Wąwóz (Źródło)” – Gintrowski, Kaczmarski, Łapiński sł. i muz. Jacek Kaczmarski                                      | 3:39    |
|     | |         |
| 16. | „Sam wiesz” – Robert Kasprzycki sł. i muz. Robert Kasprzycki                                                         | 5:16    |
|     | |         |
| 17. | „Moja bezsenność – przyjaciółka” – Waldemar Chyliński sł. Waldemar Chyliński, muz. Wojciech Staroniewicz             | 3:49    |
|     | |         |
| 18. | „Zmęczenie Anioła Stróża” – Marek Andrzejewski sł. i muz. Marek Andrzejewski                                         | 4:38    |
|     | |         |
| 19. | „Obudźmy się” – Natasza Czarmińska sł. Jerzy Ignaciuk, muz. Stefan Brzozowski                                        | 3:56    |
|     | |         |
|     | | 1:18:17 |
|     | |         |